# کلرو (سیکلو پنتا دی انیل) بیس (تری فنیل فسفین) روتنیوم
کلرو(سیکلو پنتا دی انیل)بیس(تری فنیل فسفین)روتنیوم  (به انگلیسی: Chloro(cyclopentadienyl)bis(triphenylphosphine)ruthenium) با فرمول شیمیایی C41H35ClP2Ru یک ترکیب شیمیایی است. که جرم مولی آن ۷۲۶٫۱۹ گرم بر مول می‌باشد. شکل ظاهری این ترکیب، جامد نارنجی است.